# Домбровський Роман Остапович
Домбровський Роман Остапович (05.08.1946, м. Львів) — український філолог-класик. Кандидат філологічних наук, доцент кафедри класичної філології Львівського університету, педагог і науковець.

## Біографія
Народився Роман Остапович Домбровський у 1946 році в родині дослідника романських мов, кандидата філологічних наук та доцетна кафедри французької філології Остапа Августовича Домбровського. Його бабуся — відома українська поетеса Марійка Підгірянка.
З 1970 року до 1975 Р. Домбровський був студентом факультету іноземних мов Львівського національного університету імені Івана Франка. Відділ класичної філології.
1970—1974 рр. — викладач латинської мови Золочівського медучилища.
У 1974 Р. Домбровській став старшим бібліографом відділу рукописів Львівської наукової бібліотеки НАМ України імені Василя Стефаника. Брав участь в підготовці бібліографічних матеріалів та посібників, методичних матеріалів. Складав рекомендаційні переліки літератури та проводив її огляди. Фахівцем у галузі бібліографії був до 1976 року.
1976—1984 рр. — працює асистентом на кафедрі класичної філології Львівського національного університету імені Івана Франка. 1993—2002 рр. — завідувач кафедри.
Доцент Р. Домбровський проводив дослідження про словотвірні процеси у пізній латині. 1982 року він захистив кандидатську дисертацію «Суфікси суб'єктивної оцінки в пізній латині», присвячену недостатньо розробленому у мовознавстві питанню демінутивних суфіксів і демінутивного словотворення на пізніх етапах розвитку латинської мови. Р. Домбровський займається також літературознавчими питаннями і опублікував низку статей про традиції античної байки в українській літературі. З 1993 по 2002 рік завідував кафедрою класичної філології.
В 2000 році став автором збірника «Іноземна мова».
Наукові інтереси: досліджував словотвір у пізній латині, традиції античної байки в українській літературі. Роман Домбровський є автором низки статей про видатних українських філологів-класиків — Й. Кобова, В. Маслюка, А. Содомору.
У 2013 році у Віснику Львівського Університету була опублікована його стаття разом із Богданом Чернюхом «Класична філологія у Львівському університеті». (Серія історична. Випуск 49. С. 340—349). У статті проаналізовано діяльність кафедри класичної філології Львівського університету у період з 1946 р. до наших днів.
10 вересня 2016 року був нагороджений грамотою за багаторічну сумлінну працю та значні здобутки у науково-педагогічний діяльності.
Роман Остапович Домбровський читає курс лекцій з теоретичної граматики латинської мови та спецкурс народної латини.

### Основні праці науково-педагогічної діяльності
- Античні байки в опрацюванні Григорія Сковороди // Іноземна філологія. — 1978. — Віп. 49;
- Латинські граматики про демінутивність і демінутиви // Іноземна філологія. — 1978 р. — Вип. 55;
- Демінутивний суфікс — ulu — у пізній латині // Вісник Львівського університету. Серія іноземні мови. — 2000. — Вип. 8.
- Теоретичні засади навчання латинської вимови/Р. О. Домбровський, Н. Г. Ревак//Іноземна філологія.-2012.-Вип.124.-с.213-218
- Структурно-семантичні та стилістичні особливості демінутивів у Григорія Турикого/Р. О. Домбровський, Н. Г. Ревак//Іноземна філологія.-2013. -Вип.125. -с.184-190
- Античні байки в переспівах Микити Годованця/Р. О. Домбровський, О. Ю. Назаренко//Іноземна філологія.-2013.-Вип.-125.-с.191-198
- Класична філологія у Львівському університеті(1946—2013)/Р. О. Домбровський, Б. В. Чернюх//Вісник Львівського університету. Серія історична. -2013. -Вип.49. -с.340-349
- Демінутиви у пізьньолатинських авторів/Р. О. Домбровський, Н. Г. Ревак//Іноземна філологія.-2014.Вип.127.-Ч.1.-с.173-179
- Походження, ускладнення та дистрибуція пізньолатинського демінутивного суфікса -culu/Р. О. Домбровський//Пристрасть науки, упоряд.:М.Латик, Г.Матвіїв.-Львів: ЛНУ ім. І.Франка,2012.-с.351-367
- Андрій Содомора-есеїст(до 75-річчя від дня народження)/Р. О. Домбровський//Вісник Львівського університету. Серія іноземні мови.-2014.-Вип.22.-с.218-224
- Античні, середньовічні та візантійські байки у переспівах микити Годованця/Р. О. Домбровський, О. Ю. Назаренко//Іноземна філологія.-2015.-Вип.128.-с.198-202
- Терміни на позначення дієслівних часів в античних та українських граматиків/Р. О. Домбровський, Н,Г, Ревак// Іноземна філологія.-2016.Вип.129.-с.183-189
- Домбровський Р. Слово про батька / Роман Домбровський // Дзвін. — 2017. — № 12. — С. 219—223.
- Домбровський Р. Терміни на позначення дієслівних категорій способу і виду в античних та українських граматиків / Роман Домбровський, Ольга Назаренко // Docendo discimus: ювілейний збірник на пошану Сулима Володимира Трохимовича / упор. Б Максимчук, А. Паславська, Т. Пиц. — Львів: ЛНУ імені Івана Франка, 2018. — С. 136—143.